# Peksater
Peksater va ser una reina nubia d'Egipte durant la dinastia XXV.
Era filla del rei Kaixta i de la reina Pebatjma. Apareix amb el seu marit Piye en un relleu al temple d'Amon a Barkal. Piye va vestit de gran sacerdot i oficia davant de la barca d'Amon. Laming i Macadam van siggerir que Peksater podria haver estat una filla adoptiva de Pebatjma.
Peksater va ser enterrada a Abidos. Es van trobar parts d'una llinda, tres brancals i una estela, on se l'anomena Filla del Rei, Dona del Rei i Esposa del Gran Rei.